# كليفتون دياز
كليفتون دياز (10 يناير 1991 في الهند - ) هو لاعب كرة قدم هندي في مركز الوسط. لعب مع نادي سالغاوكار.

## وصلات خارجية
- كليفتون دياز على موقع قاعدة بيانات كرة القدم.إي يو (الإنجليزية)
- كليفتون دياز على موقع Soccerway.com (الإنجليزية)